# Felisberto Pedrosa
Felisberto Alves Pedrosa (Lisboa, 28 de setembro de 1862 — Lisboa, 3 de julho de 1937), mais conhecido por Felisberto Pedrosa, foi um militar e político português. Foi responsável pelo ministério da Ministério do Interior, de 22 de Julho a 20 de Novembro de 1920; interinamente pelo ministério da Instrução Pública de 14 de Setembro a 21 de Outubro de 1920; e pelo da ministério da Agricultura de 5 de Junho de 1926 a 18 de Abril de 1928;
Como militar, foi comandante do Regimento de Infantaria Nº 1 entre 1915 e 1917; foi feito prisioneiro de guerra em Abril de 1918, no final da Grande Guerra; e atingiu o posto de General.

Felisberto Pedrosa.

## Condecorações
- Comendador da Ordem Militar de Avis (15 de fevereiro de 1919)[5]
- Comendador da Ordem Militar de Cristo (28 de junho de 1919)[5]
- Grande-Oficial da Ordem Militar de Avis (5 de Outubro de 1921)[5]
- Grã-Cruz da Ordem Militar de Cristo (25 de abril de 1928)[5]
- Grã-Cruz da Ordem Militar de Avis (5 de Outubro de 1932)[5]